# Abierto Mexicano de Tenis 2006 - Qualificazioni doppio femminile
Le qualificazioni del doppio femminile dell'Abierto Mexicano de Tenis 2006 sono state un torneo di tennis preliminare per accedere alla fase finale della manifestazione. I vincitori dell'ultimo turno sono entrati di diritto nel tabellone principale. In caso di ritiro di uno o più giocatori aventi diritto a questi sono subentrati i lucky loser, ossia i giocatori che hanno perso nell'ultimo turno ma che avevano una classifica più alta rispetto agli altri partecipanti che avevano comunque perso nel turno finale.
Le qualificazioni del torneo prevedevano 4 coppie partecipanti di cui una è entrata nel tabellone principale.

## Teste di serie
1. Sara Errani /  Arantxa Parra-Santonja (Qualificate)

1. Laura Pous Tió /  Nastas'sja Jakimava (ultimo turno)

## Tabellone

### Legenda
| - Q = Qualificato - WC = Wild card - LL = Lucky loser | - ALT = Alternate - SE = Special Exempt - PR = Protected Ranking | - w/o = Walkover - r = Ritirato - d = Squalificato |

|  | Primo turno | Primo turno                                    | Primo turno                                    | Primo turno                                    | Primo turno |  |  | Ultimo turno | Ultimo turno                       | Ultimo turno | Ultimo turno | Ultimo turno |  |
|  |             |                                                |                                                |                                                |             |  |  |              |                                    |              |              |              |  |
|  | 1           | Sara Errani Arantxa Parra-Santonja             | Sara Errani Arantxa Parra-Santonja             | Sara Errani Arantxa Parra-Santonja             | 8           |  |  |              |                                    |              |              |              |  |
|  |             | Marcela Arroyo-Vergara Melissa Torres-Sandoval | Marcela Arroyo-Vergara Melissa Torres-Sandoval | Marcela Arroyo-Vergara Melissa Torres-Sandoval | 5           |  |  | 1            | Sara Errani Arantxa Parra-Santonja | 7            | 3            | 6            |  |
|  | 2           | Laura Pous Tió Nastas'sja Jakimava             | Laura Pous Tió Nastas'sja Jakimava             | Laura Pous Tió Nastas'sja Jakimava             | 8           |  |  | 2            | Laura Pous Tió Nastas'sja Jakimava | 5            | 6            | 3            |  |
|  |             | Maret Ani Paula Garcia                         | Maret Ani Paula Garcia                         | Maret Ani Paula Garcia                         | 1           |  |  |              |                                    |              |              |              |  |